# Paul Suter
Paul Suter (Gränichen, 9 de març de 1892 - París, 6 d'abril de 1966) va ser un ciclista suís, que fou professional entre 1911 i 1928. S'especialitza en la pista concretament en el mig fons, on va guanyar diverses medalles al Campionat del món. També guanyà vuit campionats nacionals.
Paul Suter tenia cinc germans, Max, Franz, Fritz, Gottfried i Henri, tots ells ciclistes.

## Palmarès en pista
- 1910
  -  Campió de Suïssa amateur de Velocitat
- 1911
  - 1r als Sis dies d'Hamburg (amb Franz Suter)
- 1920
  -  Campió de Suïssa de Mig fons
- 1921
  -  Campió de Suïssa de Mig fons
- 1923
  -  Campió del Món de Mig fons
  -  Campió de Suïssa de Mig fons
- 1923
  -  Campió de Suïssa de Mig fons
- 1925
  -  Campió de Suïssa de Mig fons
- 1926
  -  Campió de Suïssa de Mig fons
- 1927
  -  Campió de Suïssa de Mig fons

## Palmarès en ruta
- 1911
  - 1r a la Múnic-Zúric
- 1912
  - 1r a la Múnic-Zúric
- 1913
  - 1r a la Múnic-Zúric

## Nota bene
No s'ha de confondre amb l'escultor suís del mateix nom (Aarau, 1926 - Città della Pieve, 2009), que també era ciutadà de Gränichen i que va viure a Barcelona del 1990 al 1995.